# Luperc (divinitat)
Luperc (en llatí Lupercus) era una antiga divinitat romana venerada pels pastors com a protectora dels ramats contra els llops i al mateix temps promotora de la fertilitat de les ovelles, pel que també va ser anomenat Inuus (déu dels pastors) o  Ἐφιάλτης. Els romans van identificar aquesta divinitat amb el deu arcadi Pan, i més tard va acabar fusionat amb el déu Faune. En honor seu es feia la festa de la Lupercàlia, una processó que se celebrava el 15 de febrer de cada any, durant la qual els luperci, sacerdots del déu, nus, feien una volta al Palatí amb fuets elaborats amb la pell d'una cabra que acabaven de sacrificar al déu, i fuetejaven les dones que es trobaven pel camí, ja que es creia que així es tornaven fèrtils. Generalment, el sacrifici de la cabra anava acompanyat de la immolació d'un gos. Els sacerdots estaven dividits en dues branques, els Quinctilii o Quinctiliani i els Fabii o Fabiani.
El santuari de Luperc era la cova Lupercal, que es trobava a la part nord del Palatí, on segons la tradició la lloba havia alletat a Ròmul i Rem. A l'entrada de la cova sagrada hi havia una figuera, la Figuera Ruminal, i d'ella brollava una font. La cova i la font van ser "restaurades" per August, que en va reorganitzar el culte.